# Thailand Open 2020 - Qualificazioni singolare
Le qualificazioni del singolare del Thailand Open 2020 sono state un torneo di tennis preliminare per accedere alla fase finale della manifestazione. Le vincitrici dell'ultimo turno sono entrate di diritto nel tabellone principale. In caso di ritiro di una o più giocatrici aventi diritto a queste sono subentrate le lucky loser, ossia le giocatrici che hanno perso nell'ultimo turno ma che avevano una classifica più alta rispetto alle altre partecipanti che avevano comunque perso nel turno finale.

## Teste di serie
1. Xun Fangying (ultimo turno)
2. Chihiro Muramatsu (qualificata)
3. Liang En-shuo (qualificata)
4. Ulrikke Eikeri (qualificata)
5. Ellen Perez (qualificata)
6. Peangtarn Plipuech (ultimo turno; lucky loser)

1. Leonie Küng (qualificata)
2. Storm Sanders (qualificata)
3. Eri Hozumi (primo turno)
4. Junri Namigata (primo turno)
5. Nudnida Luangnam (primo turno)
6. Riya Bhatia (ultimo turno)

## Qualificate
1. Leonie Küng
2. Chihiro Muramatsu
3. Liang En-shuo

1. Ulrikke Eikeri
2. Ellen Perez
3. Storm Sanders

### Lucky loser
1. Peangtarn Plipuech

## Tabellone

### Legenda
| - Q = Qualificato - WC = Wild card - LL = Lucky loser | - ALT = Alternate - SE = Special Exempt - PR = Protected Ranking | - w/o = Walkover - r = Ritirato - d = Squalificato |

### Sezione 1
|  | Primo turno | Primo turno         | Primo turno         | Primo turno | Primo turno |  |  | Ultimo turno | Ultimo turno | Ultimo turno | Ultimo turno | Ultimo turno |  |
|  |             |                     |                     |             |             |  |  |              |              |              |              |              |  |
|  | 1           | Xun Fangying        | Xun Fangying        | 6           | 6           |  |  |              |              |              |              |              |  |
|  |             | Zhang Ying          | Zhang Ying          | 2           | 2           |  |  | 1            | Xun Fangying | Xun Fangying | 4            | 3            |  |
|  | WC          | Yanin Wisitwarapron | Yanin Wisitwarapron | 0           | 1           |  |  | 7            | Leonie Küng  | Leonie Küng  | 6            | 6            |  |
|  | 7           | Leonie Küng         | Leonie Küng         | 6           | 6           |  |  |              |              |              |              |              |  |

### Sezione 2
|  | Primo turno | Primo turno           | Primo turno        | Primo turno | Primo turno |  |  | Ultimo turno | Ultimo turno       | Ultimo turno | Ultimo turno | Ultimo turno |  |
|  |             |                       |                    |             |             |  |  |              |                    |              |              |              |  |
|  | 2           | Chihiro Muramatsu     | 3                  | 6           | 6           |  |  |              |                    |              |              |              |  |
|  | WC          | Mananchaya Sawangkaew | 6                  | 0           | 3           |  |  | 2            | Chihiro Muramatsu  | 5            | 7            | 6            |  |
|  |             | Lucrezia Stefanini    | Lucrezia Stefanini | 6           | 6           |  |  |              | Lucrezia Stefanini | 7            | 5            | 3            |  |
|  | 9           | Eri Hozumi            | Eri Hozumi         | 3           | 1           |  |  |              |                    |              |              |              |  |

### Sezione 3
|  | Primo turno | Primo turno        | Primo turno   | Primo turno | Primo turno |  |  | Ultimo turno | Ultimo turno       | Ultimo turno       | Ultimo turno | Ultimo turno |  |
|  |             |                    |               |             |             |  |  |              |                    |                    |              |              |  |
|  | 3           | Liang En-shuo      | Liang En-shuo | 6           | 6           |  |  |              |                    |                    |              |              |  |
|  |             | Panna Udvardy      | Panna Udvardy | 1           | 3           |  |  | 3            | Liang En-shuo      | Liang En-shuo      | 7            | 6            |  |
|  |             | Akgul Amanmuradova | 1             | 6           | 6           |  |  |              | Akgul Amanmuradova | Akgul Amanmuradova | 5            | 1            |  |
|  | 10          | Junri Namigata     | 6             | 3           | 2           |  |  |              |                    |                    |              |              |  |

### Sezione 4
|  | Primo turno | Primo turno         | Primo turno         | Primo turno | Primo turno |  |  | Ultimo turno | Ultimo turno    | Ultimo turno    | Ultimo turno | Ultimo turno |  |
|  |             |                     |                     |             |             |  |  |              |                 |                 |              |              |  |
|  | 4           | Ulrikke Eikeri      | Ulrikke Eikeri      | 7           | 6           |  |  |              |                 |                 |              |              |  |
|  | WC          | Punnin Kovapitukted | Punnin Kovapitukted | 6(1)        | 1           |  |  | 4            | Ulrikke Eikeri  | Ulrikke Eikeri  | 6            | 6            |  |
|  |             | Sarah Beth Grey     | Sarah Beth Grey     | 7           | 6           |  |  |              | Sarah Beth Grey | Sarah Beth Grey | 2            | 3            |  |
|  | 11          | Nudnida Luangnam    | Nudnida Luangnam    | 65          | 4           |  |  |              |                 |                 |              |              |  |

### Sezione 5
|  | Primo turno | Primo turno | Primo turno | Primo turno | Primo turno |  |  | Ultimo turno | Ultimo turno | Ultimo turno | Ultimo turno | Ultimo turno |  |
|  |             |             |             |             |             |  |  |              |              |              |              |              |  |
|  | 5           | Ellen Perez | Ellen Perez | 6           | 6           |  |  |              |              |              |              |              |  |
|  | WC          | Ng Kwan-yau | Ng Kwan-yau | 3           | 2           |  |  | 5            | Ellen Perez  | Ellen Perez  | 6            | 6            |  |
|  |             | Eden Silva  | 1           | 6           | 2           |  |  | 12           | Riya Bhatia  | Riya Bhatia  | 0            | 1            |  |
|  | 12          | Riya Bhatia | 6           | 4           | 6           |  |  |              |              |              |              |              |  |

### Sezione 6
|  | Primo turno | Primo turno        | Primo turno | Primo turno | Primo turno |  |  | Ultimo turno | Ultimo turno       | Ultimo turno | Ultimo turno | Ultimo turno |  |
|  |             |                    |             |             |             |  |  |              |                    |              |              |              |  |
|  | 6           | Peangtarn Plipuech | 3           | 6           | 6           |  |  |              |                    |              |              |              |  |
|  |             | Nagi Hanatani      | 6           | 0           | 3           |  |  | 6            | Peangtarn Plipuech | 7            | 3            | 2            |  |
|  |             | Moyuka Uchijima    | 6           | 6(1)        | 5           |  |  | 8            | Storm Sanders      | 5            | 6            | 6            |  |
|  | 8           | Storm Sanders      | 4           | 7           | 7           |  |  |              |                    |              |              |              |  |